# Фізіогноміка

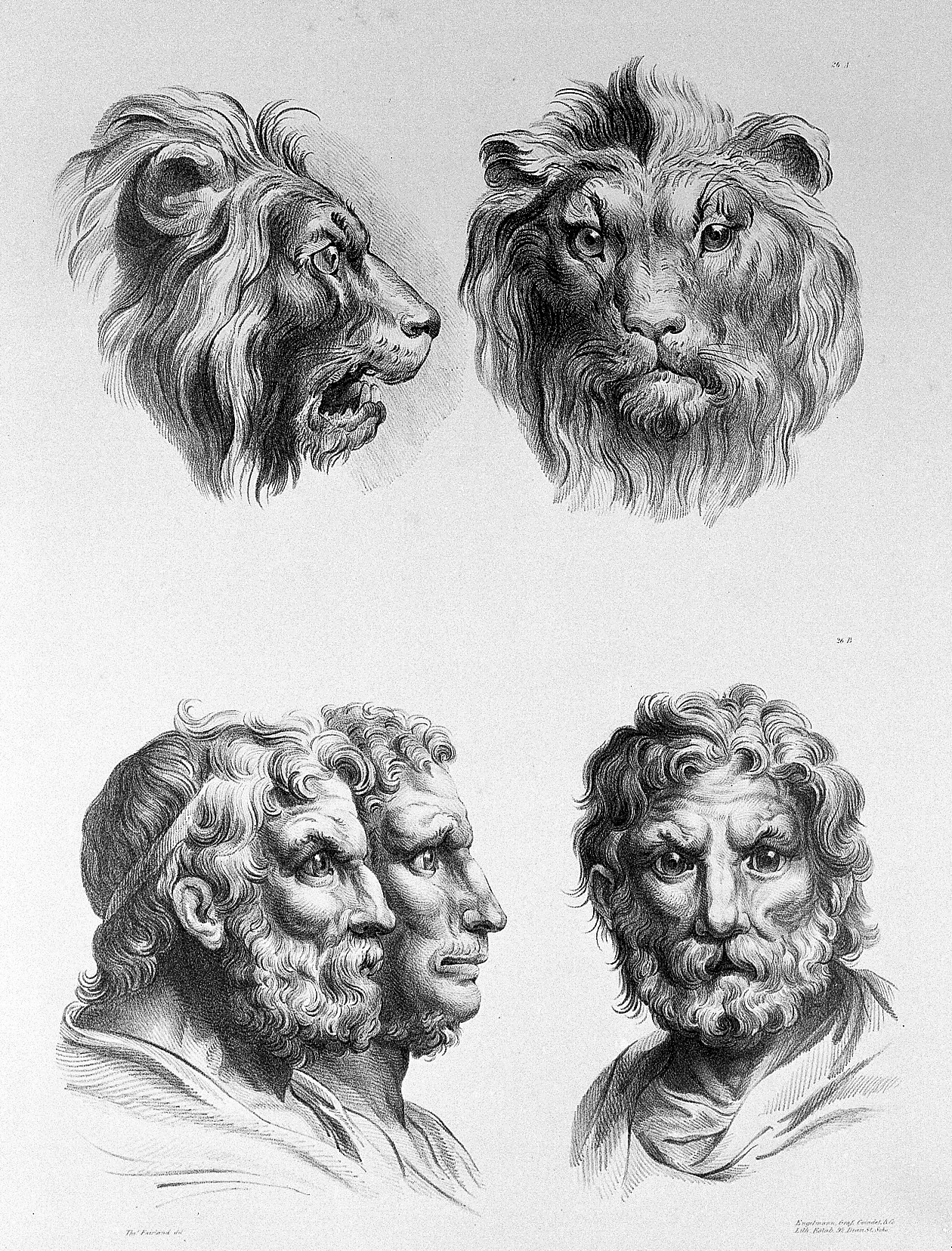
Літографія Шарля Лебрена (1619—1690), що ілюструє зв'язок між людською фізіономією та фізіономією тварини

Фізіогноміка (походить від дав.-гр. φυσιογνωμία, φύσις — «зовнішність», γνώμων — «судити», «тлумачити») — практика аналізу характеру або особистості людини за її зовнішнім виглядом, особливо за обличчям.
Фізіогноміка як практика позбавлена наукового підґрунтя і відповідає сучасному визначенню псевдонауки. Народна довіра до практики, тим не менш, все ще широко поширена. Сучасні досягнення у сфері штучного інтелекту та технологій розпізнавання облич викликали новий інтерес до цієї галузі дослідження.

## Історія
Ця практика отримала широке визнання серед давньогрецьких філософів, але занепала в XVI столітті. Її відродив і популяризував Йоганн Каспар Лафатер, після чого вона втратила популярність наприкінці XIX ст. Фізіогноміка XIX століття особливо відома як основа для наукового расизму.

### Античність

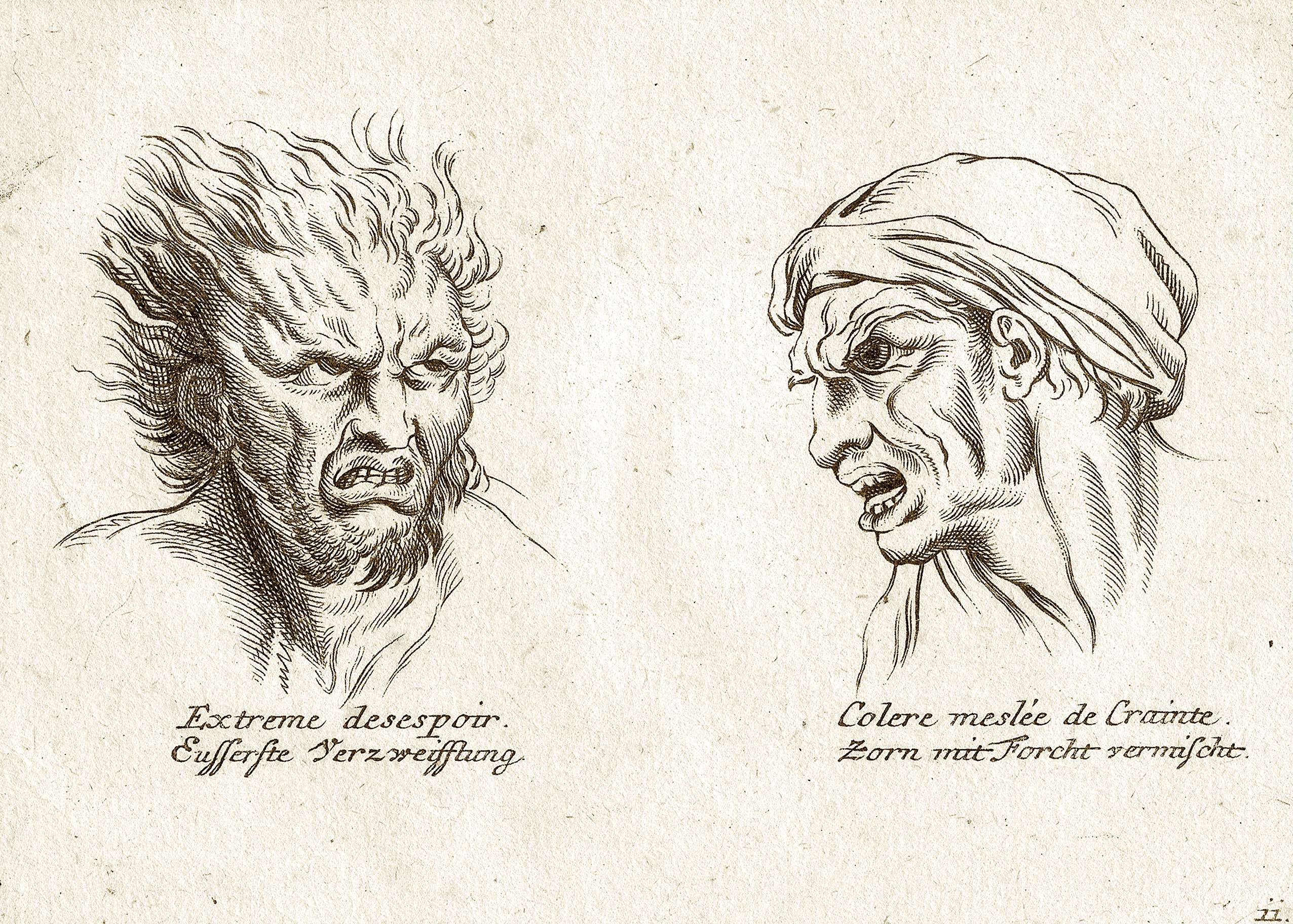
Ілюстрація в книзі про фізіогноміку XIX століття

Уявлення про взаємозв'язок між зовнішністю та характером людини сягають античності, і час від часу проявляються в ранній грецькій поезії. Сіддхари з давньої Індії визначали Samudrika Shastra як ототожнення особистісних характеристик з фізичними ознаками. Китайська фізіогноміка або китайське читання по обличчю бере свій початок щонайменше з династії Чжоу.
Перші свідчення про розвинену фізіогномічну теорію з'являються в Афінах у V столітті до н. е. у працях Зопіра (що згадувався у діалозі Федона Елідського), експерта в галузі мистецтва. У IV столітті до н. е. філософ Арістотель часто посилався на теорію і літературу про зв'язок зовнішності з характером.
Перший систематизований фізіогномічний трактат — це тоненька збірка «Physiognomonica» (III—IV ст. до н.е.), яку приписують Арістотелеві, але, ймовірно, вона є працею його «школи», а не створена самим Арістотелем. У першій частині обговорюються аргументи, зібрані з природи, описуються інші раси (не греки) і зосереджується увага на концепції поведінки людини. Другий розділ зосереджується на поведінці тварин, поділяючи тваринний світ на чоловічий і жіночий типи. З цього виводяться відповідності між людською формою і характером.

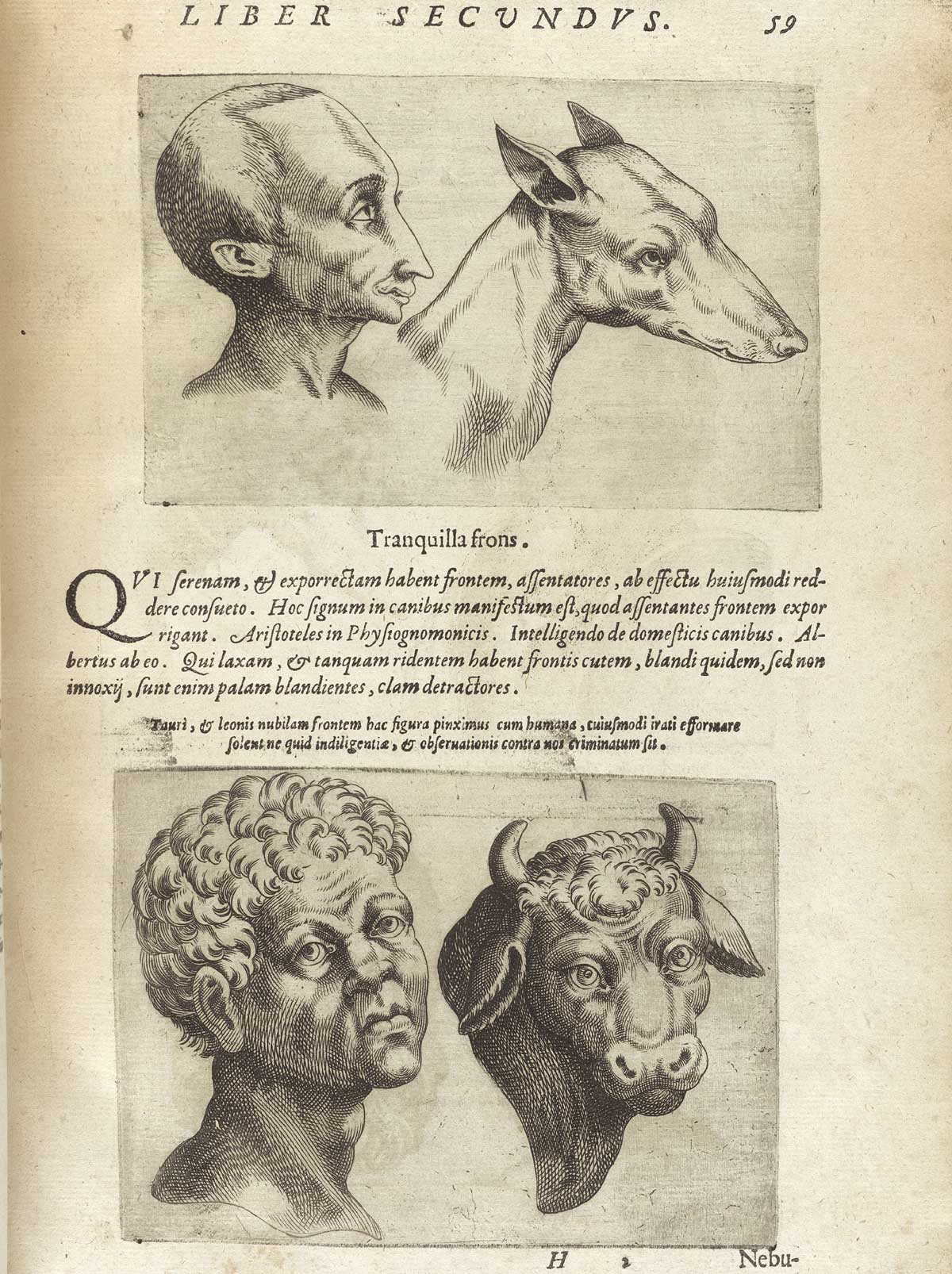
Джанбатіста делла Порта, De humana physiognomonia, 1586

Давньогрецький філософ, математик і астроном Піфагор — який, за деякими припущеннями, започаткував фізіогноміку — одного разу відмовив потенційному послідовнику, на ім'я Сайлон, оскільки, на думку Піфагора, його зовнішність вказувала на поганий характер.
Подивившись на Сократа, фізіогноміст оголосив, що той схильний до нестриманості, плотолюбності та бурхливих спалахів пристрасті — що настільки суперечило образу Сократа, що його учні звинуватили фізіогноміста у брехні. Сократ поставив крапку в цьому питанні, сказавши, що від природи він був схильний до всіх цих вад, але мав особливо сильну самодисципліну.

### Середньовіччя та Відродження
Майкл Скот, придворний вчений Фрідріха II, імператора Священної Римської імперії, на початку XIII століття написав працю «Liber physiognomiae», присвячену фізіогноміці. Англійські університети викладали фізіогноміку, доки Генріх VIII не оголосив «жебраків і волоцюг, що грають у „підступні, хитрі та незаконні ігри, такі як physnomye або palmestrye“» поза законом у ~1530—1531 рр..
Леонардо да Вінчі на початку XVI століття відкидав фізіогноміку як «фальшиву», химеру, що не має «жодного наукового підґрунтя». Разом з тим, да Вінчі вірив, що зморшки обличчя, спричинені мімікою, можуть вказувати на риси особистості. Наприклад, він писав, що «ті, хто має глибокі та помітні зморшки між бровами, є дратівливими».

### Новий час

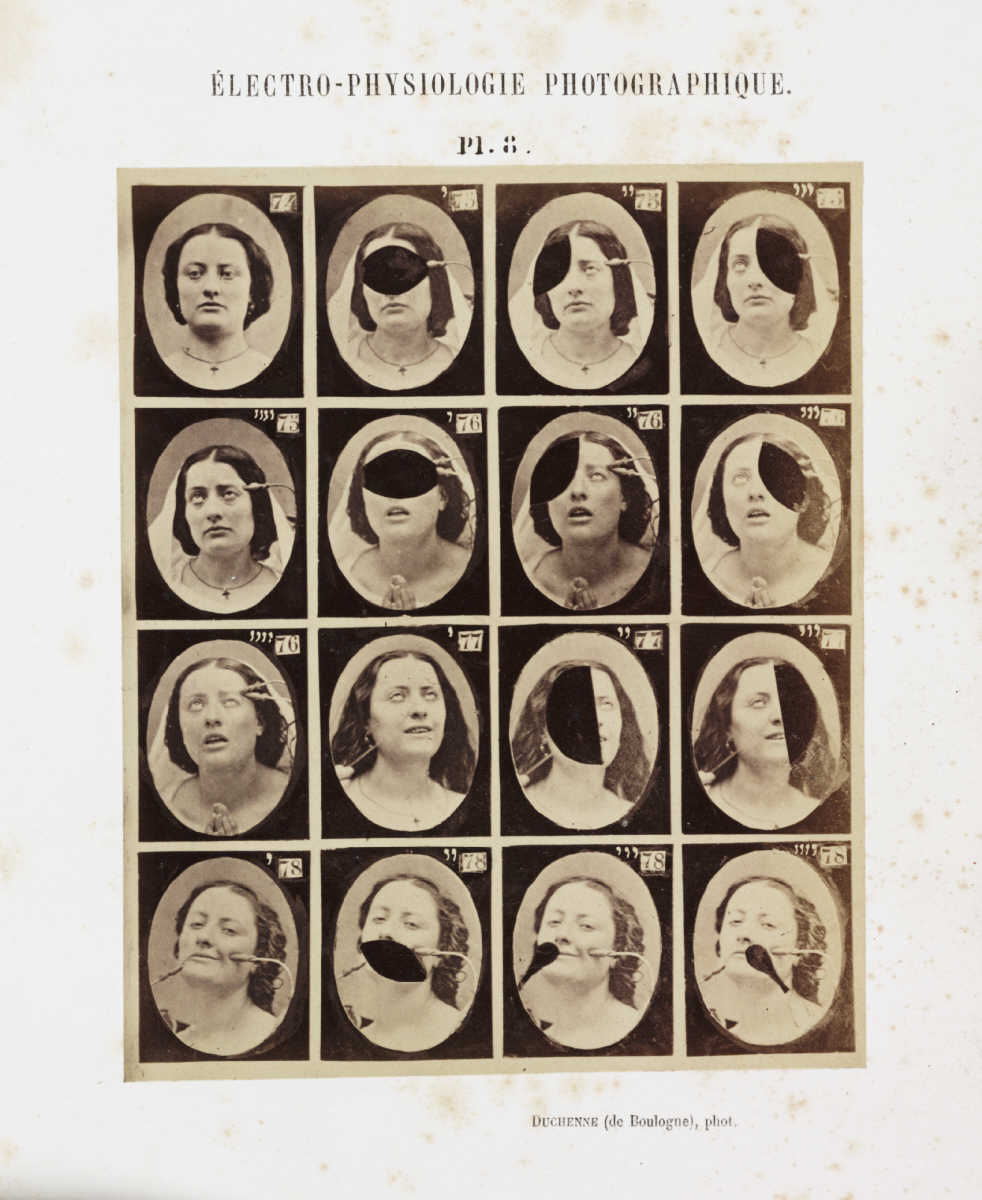
Дюшен де Булонь, «Механізм виразів обличчя людини» експерименти Дюшена

Основним популяризатором фізіогноміки в Новий час був швейцарський пастор Йоганн Каспар Лафатер (1741—1801), який недовгий час був другом Гете. Докази своїх ідей Лафатер знайшов у англійського лікаря-філософа сера Томаса Брауна (1605—1682) та італійського вченого епохи Відродження Джанбатіста делла Порта (1535—1615). Есе Лафатера про фізіогноміку були вперше опубліковані німецькою мовою в 1772 році й здобули велику популярність. Ці впливові есе були перекладені французькою та англійською мовами та вплинули на ранню кримінологічну теорію.
Лафатер отримав змішану реакцію від науковців-сучасників: одні приймали його дослідження, а інші критикували. Найгострішим його критиком був вчений Георг Крістоф Ліхтенберг, що вважав, що патогноміка, або дослідження характеру людини шляхом спостереження за її поведінкою, є більш ефективним. Англійська релігійна письменниця Ганна Мор (1745—1833) скаржилася своєму сучасникові письменникові Горасу Волполу: «Даремно ми хвалимося … що філософія зруйнувала всі твердині забобонів, невігластва і марновірства; в цей самий час … книги Лафатера з фізіогноміки продаються по п'ятнадцять гіней за комплект.».
Англійський ерудит Френсіс Гальтон (1822—1911) інтегрував фізіогноміку в сучасну євгеніку. Під його впливом вона стала для євгеніків загальним методом оцінки характеру, визначення інтелекту та моральності, а також розв'язання питання про те, кому можна дозволити розмножуватися. Наприкінці XIX століття він намагався визначити фізіогномічні характеристики здоров'я, хвороби, краси та злочинності за допомогою методу композитної фотографії. Процес Гальтона полягав у фотографічному накладанні двох або більше облич за допомогою багатократної експозиції.

### XX століття
«Спроби епігонів німецької пізньоромантичної традиції в особі Л. Клагеса або Р. Касснера повернути статус науки фізіогномічних знань (сюди ж відноситься графологія, характерологія тощо) з точки зору відпрацьованих до XIX століття критеріїв науковості можуть бути оцінені лише як авантюра. Бо тут немає точного оголення каузальних зв'язків, тут нема чого „спостерігати“ і можна тільки інтуїтивно „вбачати“. Але для античності та середньовіччя фізіогноміка — така ж повноправна наука, як для епохи Просвітництва — ньютоновська фізика …». Про фізіогноміку з позицій філософії екзистенціалізму писав і інший німецький учений, Карл Ясперс, який вважав, що фізіогномічний підхід дозволяє в загальних рисах окреслити властиву даному індивіду психічну атмосферу, він критикував судження статичної фізіогноміки, що не піддаються перевірці, та визнавав вчення про міміку.

## Спроби використання фізіогноміки в науці
У лютневій статті 2009 року в журналі New Scientist повідомлялося, що фізіогноміка переживає невелике відродження. Дослідницькі роботи намагалися знайти зв'язок між рисами особистості та рисами обличчя. Дослідження 90 хокеїстів виявило статистично значущу кореляцію між ширшим обличчям — більшою, ніж середня, відстанню від вилиці до вилиці відносно відстані між бровою і верхньою губою — і кількістю штрафних хвилин, отриманих гравцем за насильницькі дії, такі як удари ключкою, штовхання ліктями, удари ззаду і бійки.

### Кримінологія

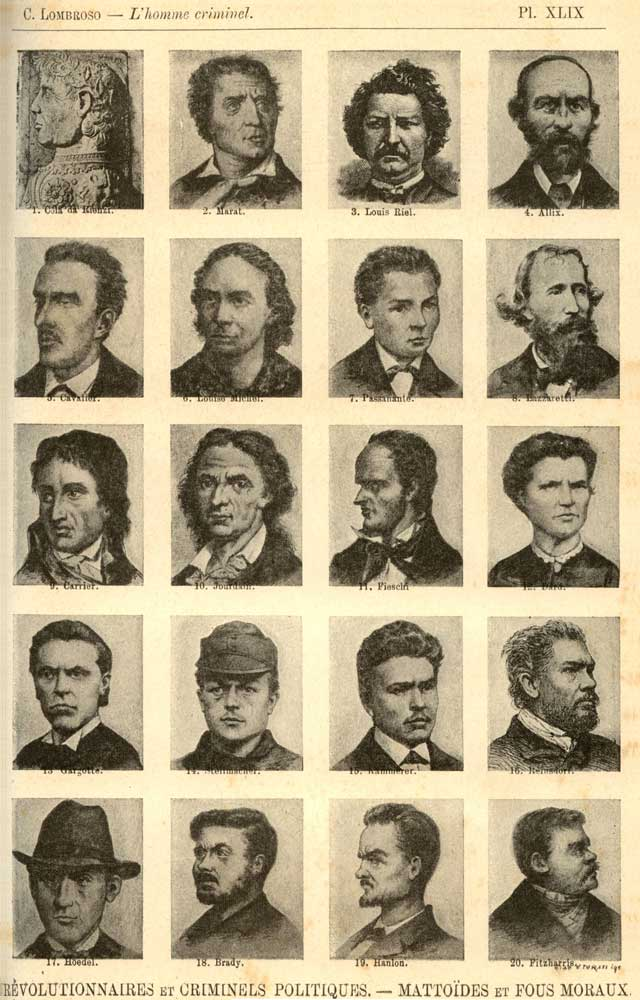
Особливий розділ в каталозі Чезаре Ломброзо відведений «революціонерам і політичним злочинцям»

Завдяки зусиллям італійського військового лікаря і вченого Чезаре Ломброзо фізіогноміка стала використовуватися в кримінології. У середині XIX ст. Ломброзо відстоював думку про те, що «злочинність передається у спадок і що злочинців можна ідентифікувати за фізичними ознаками, такими як яструбиний ніс і налиті кров'ю очі». Ломброзо черпав натхнення у свіжо опублікованій теорії еволюції Чарльза Дарвіна і вніс багато хибних уявлень, які він мав щодо еволюції, у поширення використання фізіогноміки в кримінології. Його логіка випливала з ідеї, що «злочинці є „відкинутими“ на філогенетичному дереві до ранніх етапів еволюції».
Можна зробити висновок, що «за Ломброзо, регресивна характеристика об'єднувала генія, божевільного і злочинця; вони відрізнялися інтенсивністю цієї характеристики й, відповідно, ступенем розвитку позитивних якостей». Він вважав, що можна визначити, чи має людина дикунську природу, лише за її фізичними характеристиками. На основі своїх висновків Ломброзо припустив, що «природженого злочинця» можна відрізнити за фізичними атавістичними ознаками, такими як:
- Великі щелепи, виступаюча вперед щелепа
- Низький похилий лоб
- Високі вилиці
- Приплюснутий або кирпатий ніс
- Вуха у формі ручки
- Яструбиний ніс або м'ясисті губи
- Жорсткі вертляві очі
- Рідка борода або облисіння
- Нечутливість до болю
- Довгі руки відносно нижніх кінцівок[22]

Ідеології Ломброзо сьогодні визнані хибними й вважаються псевдонаукою. Багато хто відзначає відвертий сексистський і расистський підтекст його досліджень і засуджує їх уже з цих причин. Попри те, що багато з його теорій дискредитовані, його все ще називають батьком «наукової кримінології».

### Штучний інтелект
Згідно з деякими дослідженнями штучний інтелект (ШІ), використовуючи фізіогноміку, наприклад, здатен передбачати гомосексуальність, схильність до злочинів або політичну приналежність на основі зображень облич або інших даних про зовнішність людини. Критики стверджують, що це є результатом упередженості баз даних, на яких навчаються системи ШІ.
У 2017 році в суперечливому дослідженні стверджувалося, що алгоритм ШІ може визначати сексуальну орієнтацію «точніше, ніж людина» (81 % протестованих чоловіків і 71 % жінок). Кампанія з прав людини (HRC) назвала це дослідження «науковим сміттям» на BBC. Дослідники, Міхал Косінські та Ілун Ван (Michal Kosinski, Yilun Wang), відповіли, що їхні критики займаються «передчасними судженнями». На початку 2018 року дослідники, серед яких були два фахівці зі штучного інтелекту, що працюють у Google (один з двох, що займаються розпізнаванням облич), опублікували дослідження, на основі опитування 8000 американців за допомогою краудсорсингової платформи Amazon Mechanical Turk, яке, як повідомлялося, суперечить вище зазначеним висновкам. Опитування зібрало низку ознак, які використовуються для дискримінації геїв і гетеросексуалів за допомогою серії запитань з варіантами відповідей «так» і «ні». Ці ознаки насправді не мали особливого відношення до морфології облич, й натомість стосувались загальної доглянутості, іміджу та способу життя (макіяж, волосся на обличчі, окуляри, ракурс фотографій тощо). Для додаткової інформації про питання сексуальної орієнтації в цілому, див. гейдар.
У 2020 році дослідження щодо використання зображень облич користувачів для маркетингових досліджень дійшло висновку, що глибоке навчання на зображеннях облич може витягувати різноманітну особисту інформацію, важливу для маркетологів, таким чином фото користувачів можуть стати основою для таргетування реклами в Tinder і Facebook. Згідно з дослідженням, хоча більша частина передбачень пов'язана з основними демографічними даними (вік, стать, раса), артефакти зображень, видимі риси обличчя та інші особливості зображення, дослідженні за допомогою машинного навчання, роблять свій внесок у якість передбачення, що виходить за рамки демографічних характеристик.